# Lost on You (album)

Lost on You est un album de la chanteuse LP sorti le 9 décembre 2016.
Il contient le tube planétaire Lost on You.
L'album se classera 6e des charts en France. 
L'album est édité en 2 versions : Standard 10 titres et Deluxe 16 titres.
Il est certifié album de platine avec plus 250 000 exemplaires vendus en France.

## Titres
| No  | Titre           | Durée |
| --- | --------------- | ----- |
| 1.  | Muddy Waters    | 3:48  |
| 2.  | No Witness      | 3:28  |
| 3.  | Lost on You     | 4:28  |
| 4.  | Up Against Me   | 3:02  |
| 5.  | Tightrope       | 3:38  |
| 6.  | Other People    | 4:04  |
| 7.  | Into the Wild   | 3:39  |
| 8.  | Strange         | 3:54  |
| 9.  | Death Valley    | 2:52  |
| 10. | You Want It All | 4:11  |